# Vierschanzentournee 1971/72
Die 20. Vierschanzentournee 1971/72 fand in einer etwas anderen Form statt. Aus Anlass des 20-jährigen Jubiläums der Tournee startete die prestigeträchtige Skisprungveranstaltung am Bergisel in Innsbruck am 29. Dezember. Das Neujahrsspringen fand wie gewohnt am 1. Januar in Garmisch-Partenkirchen statt. Schon am Tag darauf fand am 2. Januar das Springen in Oberstdorf statt. Das letzte Springen in Bischofshofen fand wie gewohnt am 6. Januar statt. Der Japaner Yukio Kasaya gewann die ersten drei Springen der Tournee und galt als Favorit für den Gesamtsieg, kehrte aber vereinbarungsgemäß vor dem vierten Springen in die Heimat zurück, um sich auf die dortigen Olympischen Spiele vorzubereiten, die er auch gewann.

## Nominierte Athleten
- Olympiasieger 1968: Normalschanze Jiří Raška (TCH); Großschanze Wladimir Beloussow (URS)
- teilnehmende Tourgewinner:

- Bjørn Wirkola (NOR) (1966/67, 1967/68, 1968/69); Jiří Raška (TCH) (1970/71)

In Vorbereitung auf die Olympischen Winterspiele in Sapporo war die Tournee für die internationale Skispringergemeinde die erste Standortbestimmung. Zur Jubiläumstournee waren daher fast hundert Athleten aus 17 Ländern angereist. Von den bisherigen Teilnehmerländern fehlte nur die USA, dafür konnte mit Bulgarien ein neues Teilnehmerland begrüßt werden. Allein sechs Mannschaften reisten mit acht Springern an, darunter auch die Japaner, die im Vorjahr noch gefehlt hatten. Sie waren die große Unbekannte, allerdings war schon vorher klar, dass sie nach dem dritten Springen in Oberstdorf zur internen Olympiaqualifikation abreisen würden. Zum Favoritenkreis gehörten die Norweger um den Vorjahreszweiten und aktuellen Holmenkollengewinner Ingolf Mork sowie den ein Comeback gebenden Dreifachgewinner Bjørn Wirkola. Weitere Favoriten waren die Tschechoslowaken um den Vorjahressieger Jiří Raška sowie die sowjetischen Springer um Doppelweltmeister Gari Napalkow, die im Vorjahr krankheitsbedingt noch gefehlt hatten. Im DDR-Lager hatte es nach der enttäuschenden Vorjahrestournee einige Veränderungen gegeben. Nach dem Missverständnis Ernst Tallowitz als Auswahltrainer berief der DLSV mit Dieter Neuendorf einen erfolgreichen Skispringer vergangener Tage als neuen Verbandsauswahltrainer Sprunglauf. Mit den tourneeerfahrenen Rainer und Heinz Schmidt sowie Christian Kiehl wurden auch prompt drei Springer wieder nominiert, die im Vorjahr keine Berücksichtigung gefunden hatten. Erstmals war auch der amtierende Skiflugweltrekordler Manfred Wolf im achtköpfigen DDR-Aufgebot. Verzichten musste Trainer Neuendorf auf den Tourneegewinner von 69/70 Horst Queck, der im Frühjahr 1971 in Štrbské Pleso schwer gestürzt war und sich einer Knieoperation unterziehen musste, die letztlich 1972 sein Karriereende bedeutete.
| Nation           | Athleten |
| ---------------- | --- |
| BR Deutschland   | Alfred Grosche, Franz Keller, Günther Göllner, Ernst Wursthorn, Sepp Schwinghammer, Alfred Winkler, Ralph Pöhland, Bernd Zapf       |
| DDR              | Christian Kiehl, Heinz Schmidt, Henry Glaß, Rainer Schmidt, Heinz Wosipiwo, Hans-Georg Aschenbach, Manfred Wolf, Dietmar Aschenbach |
| Österreich       | Max Golser, Reinhold Bachler, Ernst Kröll, Franz Salhofer, Walter Schwabl, Rudi Wanner, Karl Schnabl, Hans Millonig                 |
| Bulgarien        | Ivan Sandov |
| Finnland         | Jouko Törmänen, Tauno Käyhkö, Kari Ylianttila, Esko Rautionaho                                                                      |
| Frankreich       | Alain Macle, Gilbert Poirot, Jacques Gaillard, Yvan Richard                                                                         |
| Italien          | Albino Bazzana, Mario Cecon, Bruno Patti, Gelindo Fogliaresi                                                                        |
| Japan            | Yukio Kasaya, Takashi Fujisawa, Seiji Aochi, Hiroshi Itagaki, Hisayoshi Sawada, Akitsugu Konno, Mineyuki Mashiko                    |
| Jugoslawien      | Marjan Mesec, Peter Štefančič, Ludvik Zajc, Drago Pudgar, Bogdan Norčič, Danilo Pudgar, Marian Prelovsek                            |
| Kanada           | Peter Wilson, Ulf Kvendbo, Rick Gulyas, Zdenek Mezl                                                                                 |
| Norwegen         | Bent Tomtum, Ingolf Mork, Frithjof Prydz, Jo Inge Bjørnebye, Lars Grini, Nils-Per Skarseth, Bjørn Wirkola, Odd Hammernes            |
| Polen            | Ryszard Witke, Stanisław Gąsienica Daniel, Adam Krzysztofiak, Tadeusz Pawlusiak, Wojciech Fortuna, Slawomir Kardas                  |
| Schweden         | Eilert Mähler, Tommy Eriksson, Rolf Nordgren, Anders Lundqvist                                                                      |
| Schweiz          | Hans Schmid, Sepp Zehnder, Walter Steiner, Ernst von Grünigen, Eric Aubert                                                          |
| Sowjetunion      | Juri Kalinin, Anatoli Scheglanow, Gari Napalkow, Koba Zakadse, Alexander Iwannikow, Wladimir Teritschew, Sergei Janin               |
| Tschechoslowakei | Jiří Raška, Rudolf Höhnl, Zbyněk Hubač, Bohumil Doležal, Josef Matouš, Karel Kodejška, Leoš Škoda, Jaromír Liďák                    |
| Ungarn           | Mihály Gellér, Antal Jambo, László Gellér                                                                                           |

## Innsbruck
- Datum: 29. Dezember 1971
- Land:  Österreich
- Schanze: Bergiselschanze

Das Auftaktspringen auf dem Bergisel bestätigte, was die Fachwelt vorab vermutet hatte. Die Japaner präsentierten sich vor ihren Olympischen Spielen in Topform und hatten in Kasaya ihren besten Mann, der mit Sprüngen von 94,5 und 91,5 bei guten Haltungsnoten den Tagessieg holte. Mit Fujisawa auf Platz sieben kam ein weiterer Japaner in die Top Ten. Auch die starke Mannschaftsleistung der sowjetischen Springer überraschte nicht, wenngleich mit dem Junioren Kalinin an fünfter Stelle niemand gerechnet hatte. Die Stärke des Finnen Tauno Käyhkö überraschte auch nicht, die Mannschaftsleistung der DDR-Springer aber schon. Nach einer eher enttäuschenden Vorjahrestournee fand das Team unter dem neuen Trainer Dieter Neuendorf zu alter Stärke zurück und platzierte vier Springer in den Top Ten. Während der zweite Platz von Rainer Schmidt nicht völlig überraschte, waren die Platzierungen von Glaß (4.) und Tourneeneuling Wosipiwo (6.) bemerkenswert. Zu den Verlierern des Tourneeauftaktes zählten ohne Zweifel die Tschechoslowaken, deren beste Springer Hubac und Raska auf Platz 11 und 12 einkamen, die mannschaftliche Stärke des letzten Jahres aber vermissen ließen. Einen richtigen Absturz erlebten aber die Norweger, die in Bjoerneby auf Platz 16 ihren besten Mann hatten. Vorjahressieger Mork auf Platz 22, Wirkola gar nur 44., das war zweifellos eine faustdicke Überraschung.
| Pos. | Springer           | Land        | Punkte |
| ---- | ------------------ | ----------- | ------ |
| 01   | Yukio Kasaya       | Japan       | 245,2  |
| 02   | Rainer Schmidt     | DDR         | 235,5  |
| 03   | Tauno Käyhkö       | Finnland    | 229,9  |
| 04   | Henry Glaß         | DDR         | 225,4  |
| 05   | Juri Kalinin       | Sowjetunion | 224,6  |
| 06   | Heinz Wosipiwo     | DDR         | 223,7  |
| 07   | Takashi Fujisawa   | Japan       | 222,7  |
| 08   | Gari Napalkow      | Sowjetunion | 222,4  |
| 09   | Heinz Schmidt      | DDR         | 220,0  |
| 09   | Anatoli Scheglanow | Sowjetunion | 220,0  |

## Garmisch-Partenkirchen
- Datum: 1. Januar 1972[4]
- Land:  BR Deutschland
- Schanze: Große Olympiaschanze

Auch das Neujahrsspringen konnte Kasaya für sich entscheiden. Diesmal war der Vorsprung zum nächstplatzierten Springer noch größer, da der Japaner in beiden Durchgängen die höchste Weite sprang, und das bei sehr guten Haltungsnoten. Ihm folgte der Finne Käyhkö, der seit langem wieder einmal berechtigte Hoffnungen auf einen finnischen Tages- oder sogar Gesamtsieg gab, wie es Trainer Eijo Kirjonen im Interview berichtete. Käyhkö konnte den wiedererstarkten Ingolf Mork im zweiten Durchgang noch auf den dritten Platz verweisen. Generell konnten sich die Norweger in Garmisch wieder einigermaßen rehabilitieren, Altmeister Wirkola auf Platz acht und noch zwei weitere Springer unter den ersten Zwanzig zeigten, dass die Skandinavier das Springen nicht verlernt hatten. Maß der Dinge waren aber die Japaner, die insgesamt vier Springer unter die ersten Zehn brachten. Mit Henry Glaß und dem überraschend starken Heinz Wosipiwo in den Top Ten hielten auch zwei DDR-Springer weiterhin mit. In der Gesamtwertung entwickelte sich hinter dem enteilten Kasaya ein dichtes Gedränge, zwischen Platz drei und sechs lagen nur 2,8 Punkte.
| Zwischenstand nach 2 Springen | Zwischenstand nach 2 Springen | Zwischenstand nach 2 Springen |
| Pos.                          | Springer                      | Punkte                        |
| ----------------------------- | ----------------------------- | ----------------------------- |
| 01.                           | Kasaya                        | 488,1                         |
| 02.                           | Käyhkö                        | 459,1                         |
| 03.                           | R. Schmidt                    | 446,8                         |
| 04.                           | Wosipiwo                      | 446,2                         |
| 05.                           | Fujisawa                      | 445,2                         |
| 06.                           | Glaß                          | 444,0                         |

| Pos. | Springer           | Land        | Punkte |
| ---- | ------------------ | ----------- | ------ |
| 01   | Yukio Kasaya       | Japan       | 242,9  |
| 02   | Tauno Käyhkö       | Finnland    | 229,2  |
| 03   | Ingolf Mork        | Norwegen    | 227,5  |
| 04   | Heinz Wosipiwo     | DDR         | 225,5  |
| 05   | Takashi Fujisawa   | Japan       | 222,5  |
| 06   | Seiji Aochi        | Japan       | 222,2  |
| 07   | Hiroshi Itagaki    | Japan       | 221,4  |
| 08   | Henry Glaß         | DDR         | 218,6  |
| 08   | Bjørn Wirkola      | Norwegen    | 218,6  |
| 10   | Anatoli Scheglanow | Sowjetunion | 218,3  |

## Oberstdorf
- Datum: 2. Januar 1972[4]
- Land:  BR Deutschland
- Schanze: Schattenbergschanze

Auch das dritte Springen, was diesmal ungewöhnlicherweise gleich am Tag nach dem Neujahrsspringen stattfand, konnte Kasaya für sich entscheiden. Allerdings hatte der Japaner diesmal wesentlich mehr Mühe, den Tagessieg zu erringen, da ihm Ingolf Mork mit zwei Sprüngen von jeweils 84 m das Leben schwer machte. Am Ende entschieden die besseren Haltungsnoten für den Japaner, der mit 1,4 Punkten Vorsprung gewann. Dahinter belegte – etwas überraschend – der Schweizer Hans Schmid den dritten Platz. Da der Finne Käyhkö diesmal nicht in die Top Ten kam, übernahm quasi Ingolf Mork die Führung, da der Gesamtführende Kasaya bekanntlicherweise abreisen würde. Allerdings führte Mork nur hauchdünn mit 1,2 Punkten. Somit war im Kampf um die Gesamtwertung noch nichts entschieden.
| Zwischenstand nach 3 Springen | Zwischenstand nach 3 Springen | Zwischenstand nach 3 Springen |
| Pos.                          | Springer                      | Punkte                        |
| ----------------------------- | ----------------------------- | ----------------------------- |
| 01.                           | Kasaya                        | 736,0                         |
| 02.                           | Mork                          | 685,6                         |
| 03.                           | Käyhkö                        | 684,4                         |
| 04.                           | R. Schmidt                    | 676,5                         |
| 05.                           | Kalinin                       | 672,7                         |
| 06.                           | Glaß                          | 668,6                         |

| Pos. | Springer              | Land           | Punkte |
| ---- | --------------------- | -------------- | ------ |
| 01   | Yukio Kasaya          | Japan          | 247,9  |
| 02   | Ingolf Mork           | Norwegen       | 246,5  |
| 03   | Hans Schmid           | Schweiz        | 235,4  |
| 04   | Juri Kalinin          | Sowjetunion    | 233,6  |
| 05   | Esko Rautionaho       | Finnland       | 232,1  |
| 06   | Hiroshi Itagaki       | Japan          | 231,3  |
| 07   | Rainer Schmidt        | DDR            | 229,7  |
| 08   | Gari Napalkow         | Sowjetunion    | 228,3  |
| 09   | Günther Göllner       | BR Deutschland | 226,8  |
| 10   | Hans-Georg Aschenbach | DDR            | 226,5  |

## Bischofshofen
- Datum: 6. Januar 1972[7]
- Land:  Österreich
- Schanze: Paul-Außerleitner-Schanze

Nachdem die japanische Mannschaft vereinbarungsgemäß nach dem Oberstdorfer Springen in die Heimat abgereist war, war der Ausgang der Tournee völlig offen, zu eng waren die Abstände. Hinzu kam, dass wegen enormer Schneeknappheit in Europa Bischofshofen für viele Springer die letzte Möglichkeit war, sich für die Olympischen Spiele zu empfehlen. Ausdruck dieser Situation waren sage und schreibe 44 Sprünge über 100 Meter gegenüber 11 im Vorjahr. Die Springer waren also gewillt, viel zu riskieren und das führte zu einigen Überraschungen. War schon der äußerst knappe Tagessieg von Altmeister Wirkola nicht unbedingt zu erwarten, überraschten die Tschechoslowaken umso mehr. Bis dahin völlig unter Wert geschlagen, keine Top-Ten-Platzierung in den vorangegangenen drei Springen, liefen die Männer um Jiří Raška zu alter Klasse wieder auf und belegten die Plätze zwei, drei und zehn. Auch die sowjetischen Springer wollten das Feld nicht kampflos räumen. Ihr bestplatzierter Springer Juri Kalinin wäre für eine Überraschung gut gewesen, wenn er seinen Sprung von 104,5 m gestanden hätte. So war es an Oldie Koba Zakadse, der mit 37 Jahren nochmals eine Top-Ten-Platzierung erreichte. In dem knappen Wettbewerb, bei dem zwischen Platz eins und tehn nicht einmal zehn Punkte Unterschied lagen, konnten sich auch die jungen DDR-Springer Hans-Georg Aschenbach und Henry Glaß achtbar platzieren, was Glaß in der Gesamtwertung enorm nach vorn schob. Der Finne Käyhkö wollte zum Abschluss zu viel und brachte sich mit einem 31. Platz um den möglichen Tourneesieg. Einen versöhnlichen Tourneeausgang gab es auch für die arg gebeutelte Mannschaft aus Österreich, die seit Jahren der Konkurrenz hinterhersprang. Platz fünf von Reinhold Bachler war das beste Tagesergebnis seit Langem.
| Pos. | Springer              | Land             | Punkte |
| ---- | --------------------- | ---------------- | ------ |
| 01   | Bjørn Wirkola         | Norwegen         | 233,6  |
| 02   | Jiří Raška            | Tschechoslowakei | 233,0  |
| 03   | Zbyněk Hubač          | Tschechoslowakei | 229,5  |
| 04   | Ingolf Mork           | Norwegen         | 229,0  |
| 05   | Reinhold Bachler      | Österreich       | 228,8  |
| 06   | Hans-Georg Aschenbach | DDR              | 226,1  |
| 07   | Walter Steiner        | Schweiz          | 225,7  |
| 07   | Koba Zakadse          | Sowjetunion      | 225,7  |
| 09   | Henry Glaß            | DDR              | 225,0  |
| 10   | Rudolf Höhnl          | Tschechoslowakei | 224,9  |

## Gesamtstand
Die Jubiläumstournee hatte neben einer geänderten Reihenfolge der Wettbewerbsorte auch einen denkwürdigen Verlauf und Ausgang. Bisher einzigartig im Verlauf der Tournee gab ein Gesamtführender, nach drei Tagessiegen mit großem Vorsprung führend, die Gesamtwertung freiwillig ab um sich zu Hause auf die Olympischen Spiele vorzubereiten. Lohn und Trost war für Kasaya letztlich aber die olympischen Goldmedaille auf der Normalschanze. So profitierte der Vorjahreszweite Ingolf Mork davon und konnte letztlich mit einigem Vorsprung die Tournee gewinnen. Dies aber nur, weil in Bischofshofen die Gesamtwertung noch einmal gehörig durcheinander gewirbelt wurde. Während Mork mit Platz fünf den Gesamtsieg sicherte, wurde Käyhkö für seine Risikobereitschaft nicht belohnt und von Henry Glaß noch vom zweiten Platz verdrängt. Da seine Mannschaftskameraden Wosipiwo und Hans-Georg Aschenbach auch in den Top Ten landeten, war die DDR-Mannschaft neben der Sowjetunion letztlich das stärkste Team, ein Ausgang, womit man nicht unbedingt rechnen konnte. Da im letzten Springen die Altmeister und dominierenden Springer der letzten Jahre, Raška und Wirkola, ihr Können nochmals unter Beweis stellten, rutschten sie auch noch in die Top Ten. Für die Tschechoslowaken dennoch ein schwacher Trost, die nicht an ihre Leistungen aus dem Vorjahr anknüpfen konnten.
| Rang | Name                  | Nation           | Gesamt- wertung | Inns- bruck- | Garmisch- Partenk. | Oberst- dorf | Bischofs- hofen |
| ---- | --------------------- | ---------------- | --------------- | ------------ | ------------------ | ------------ | --------------- |
| 01   | Ingolf Mork           | Norwegen         | 914,6           | 211,6 / 22.  | 227,5 / 03.        | 246,5 / 02.  | 229,0 / 05.     |
| 02   | Henry Glaß            | DDR              | 893,6           | 225,4 / 04.  | 218,6 / 09.        | 224,6 / 13.  | 225,0 / 09.     |
| 03   | Tauno Käyhkö          | Finnland         | 892,3           | 229,9 / 03.  | 229,2 / 02.        | 225,3 / 12.  | 207,9 / 31.     |
| 04   | Heinz Wosipiwo        | DDR              | 888,8           | 223,7 / 06.  | 222,5 / 04.        | 217,9 / 22.  | 224,7 / 11.     |
| 05   | Juri Kalinin          | Sowjetunion      | 886,4           | 224,6 / 05.  | 214,5 / 16.        | 233,6 / 04.  | 213,7 / 21.     |
| 06   | Jiří Raška            | Tschechoslowakei | 877,0           | 218,4 / 12.  | 209,5 / 32.        | 216,1 / 25.  | 233,0 / 02.     |
| 07   | Hans-Georg Aschenbach | DDR              | 872,0           | 205,4 / 35.  | 214,0 / 18.        | 226,5 / 10.  | 226,1 / 06.     |
| 08   | Koba Zakadse          | Sowjetunion      | 872,0           | 212,3 / 19.  | 215,8 / 13.        | 218,2 / 20.  | 225,7 / 07.     |
| 09   | Gari Napalkow         | Sowjetunion      | 869,8           | 222,4 / 08.  | 211,4 / 26.        | 228,3 / 08.  | 207,7 / 32.     |
| 10   | Bjørn Wirkola         | Norwegen         | 869,3           | 201,1 / 44.  | 218,6 / 08.        | 215,9 / 27.  | 233,6 / 01.     |